# 岩井澤健治
岩井澤 健治（いわいさわ けんじ）は、日本のアニメ監督・映画監督・アニメーター・脚本家。

## 人物
東京都出身。高校卒業後、実写映画のスタッフとして石井輝男監督に師事。 その傍ら独学でアニメーション制作を始め、2008年に短篇『福来町、トンネル路地の男』を発表。 長篇第1作となる『音楽』は脚本・絵コンテ・キャラタクターデザイン・作画監督・美術監督・編集を務め、自主制作体制で7年半の歳月をかけて完成後、2020年1月11日より劇場公開され、約9ヶ月に渡ってロングラン上映された。2023年現在、新井英樹氏原作の『ひな』（英題：『Hina is Beautiful』）を企画、約3分のパイロット・フィルムを元に企画・提案、資金調達と長編アニメーション映画化を目指す。2023年のカンヌ国際映画祭アヌシー・アニメーションショーケースで上映された。

## 作品

### 長編映画
- 音楽（2020年） - 監督・脚本・絵コンテ・キャラタクターデザイン・作画監督・美術監督・編集
- ひな （2023年） - 監督
- ひゃくえむ。 （2025年） - 監督
- 無名の人生 （2025年） - プロデュース

### 短編映画
- 福来町、トンネル路地の男（2008年） - 監督・脚本・絵コンテ・キャラタクターデザイン・作画監督・美術監督・編集
- NICKY（2008年） - 監督・脚本・絵コンテ・キャラタクターデザイン・作画監督・美術監督・編集
- 嘆きのアイスキャンディー（2009年） - 監督・脚本・絵コンテ・キャラタクターデザイン・作画監督・美術監督・編集
- 山（2010年） - 監督・脚本・絵コンテ・作画監督・美術監督・編集 (原作＝大橋裕之)
- こたつ魔人（2012年） - 監督・脚本・編集 (実写作品)
- MOOSIC PRODUCTS!／Big Boss（2012年） - 監督・脚本・絵コンテ・作画監督・美術監督・編集
- 太郎は水になりたかった（2019年） - 監督・脚本・絵コンテ・作画監督・美術監督・編集 (原作＝大橋裕之)

### 参加作品
- 盲獣vs一寸法師（2001年） - 録音
- DV（2010年） - タイトルアニメーション
- 石井輝男映画魂（2010年） - 出演
- 新世紀末 奴との遭遇（2013年） - 人形制作
- フラッシュバックメモリーズ 3D（2013年) - アニメーション
- サイモン＆タダタカシ（2017年） - アニメーション

### その他
- 石井輝男闘病日誌（2006年）（本）